# Liste der Kulturdenkmale in Bech (Luxemburg)
In der Liste der Kulturdenkmale in Bech sind alle Kulturdenkmale der luxemburgischen Gemeinde Bech aufgeführt (Stand: 15. Juli 2025).

## Kulturdenkmale nach Ortsteil

### Altrier-Hersberg
| Bild                                         | Bezeichnung                                  | Lage                            | Beschreibung | Stufe | Eingetragen seit                    |
| -------------------------------------------- | -------------------------------------------- | ------------------------------- | ------------ | ----- | ----------------------------------- |
| Stieleiche („Bildchenkuescht op der Schanz“) | Stieleiche („Bildchenkuescht op der Schanz“) | beim Bildchen (Karte)           |              | PCN   | 7. Mai 2004                         |
|                                              | Archäologische Fundstätte                    | Ginstegestell (Kasselt) (Karte) |              | PCN   | 6. September 2018                   |
|                                              | Archäologische Fundstätte                    | Wäissléchen (Karte)             |              | PCN   | 6. September 2018                   |
| Weitere Bilder                               | Ausstattung der Kapelle Ste-Marguerite       | (Karte)                         |              | PCN   | 26. April 2019                      |
| Weitere Bilder                               | Kapelle Ste-Marguerite mit Wegkreuz          | (Karte)                         |              | PCN   | 26. April 2019                      |
|                                              | Archäologische Ausgrabungsstätte             | Auf den Léien/Léen (Karte)      |              | PCN   | 10. Dezember 2021, 11. Februar 2022 |
| Wasserturm                                   | Wasserturm                                   | Am Reimergaard (Karte)          |              | IS    | 11. Juli 2018                       |
| „Veräinsbau“                                 | „Veräinsbau“                                 | op der Schanz (Karte)           |              | IS    | 12. Mai 2017                        |
| Weitere Bilder                               | Kirche St-Mathieu                            | op der Schanz (Karte)           |              | IS    | 30. August 2017                     |
| Weitere Bilder                               | Hügelgrab aus der frühen Latènezeit          | (Karte)                         |              | IS    | 24. Oktober 2017                    |

### Bech
| Bild                                                                 | Bezeichnung                                                          | Lage                         | Beschreibung | Stufe | Eingetragen seit   |
| -------------------------------------------------------------------- | -------------------------------------------------------------------- | ---------------------------- | ------------ | ----- | ------------------ |
| Wohnhaus                                                             | Wohnhaus                                                             | 3, Enneschtgaass (Karte)     |              | PCN   | 6. Juli 2016       |
| alte Waage                                                           | alte Waage                                                           | Neidierfchen (Karte)         |              | PCN   | 2. März 2014       |
| Gebäude                                                              | Gebäude                                                              | 12, um Faubourg (Karte)      |              | PCN   | 2. Juni 2021       |
| Gebäude                                                              | Gebäude                                                              | 3, Konsdreferstrooss (Karte) |              | PCN   | 11. September 2023 |
| Bauernhof                                                            | Bauernhof                                                            | 17, um Faubourg (Karte)      |              | IS    | 10. August 2016    |
| alter Bahnhof                                                        | alter Bahnhof                                                        | Becher Gare (Karte)          |              | IS    | 10. August 2016    |
| Tunnel und Brücke der Schmalspurbahn Luxemburg–Echternach („Charly“) | Tunnel und Brücke der Schmalspurbahn Luxemburg–Echternach („Charly“) | Grassebierg (Karte)          |              | IS    | 12. Mai 2017       |
| Gebäude                                                              | Gebäude                                                              | 1, Becher Gare (Karte)       |              | IS    | 24. Oktober 2017   |
| Kapelle                                                              | Kapelle                                                              | Neidierfchen (Karte)         |              | IS    | 8. November 2017   |
| Weitere Bilder                                                       | Kirche St-Jean-Baptiste mit Platz                                    | Neidirfchen (Karte)          |              | IS    | 29. Dezember 2017  |

### Graulinster
| Bild | Bezeichnung              | Lage                   | Beschreibung | Stufe | Eingetragen seit |
| ---- | ------------------------ | ---------------------- | ------------ | ----- | ---------------- |
|      | Gebäude mit Bauerngarten | 3–7, Groeknapp (Karte) |              | PCN   | 24. März 2021    |

### Hemstal/Zittig
| Bild           | Bezeichnung        | Lage                    | Beschreibung | Stufe | Eingetragen seit                       |
| -------------- | ------------------ | ----------------------- | ------------ | ----- | -------------------------------------- |
| Bauernhof      | Bauernhof          | 5, Duerfstrooss (Karte) |              | PCN   | 12. Oktober 2007                       |
| Kapelle        | Kapelle            | am Duerf (Karte)        |              | PCN   | 2. März 2018                           |
| Pfarrhaus      | Pfarrhaus          | 2, op der Jäich (Karte) |              | PCN   | 16. November 2018                      |
| Weitere Bilder | Kirche St-Brictius | (Karte)                 |              | PCN   | 6. September 2019 und 23. Oktober 2020 |
| „Veräinsbau“   | „Veräinsbau“       | am Duerf (Karte)        |              | IS    | 12. Mai 2017                           |
| Weitere Bilder | Kapelle St-Nicolas | (Karte)                 |              | IS    | 24. Oktober 2017                       |

### Rippig
| Bild                           | Bezeichnung                    | Lage                  | Beschreibung | Stufe | Eingetragen seit   |
| ------------------------------ | ------------------------------ | --------------------- | ------------ | ----- | ------------------ |
| ehemalige Eisenbahnhaltestelle | ehemalige Eisenbahnhaltestelle | an der CR129A (Karte) |              | IS    | 29. September 2017 |
| Weitere Bilder                 | Kirche Saint-Antoine-l’Ermite  | am Pesch (Karte)      |              | IS    | 24. Oktober 2017   |

Legende: PCN – Immeubles et objets bénéficiant des effets de classement comme patrimoine culturel national; IS – Immeubles et objets inscrits à l’inventaire supplémentaire

## Quelle
- Liste des immeubles et objets beneficiant d’une protection nationales, Nationales Institut für das gebaute Erbe, Fassung vom 9. Juni 2022, S. 2 ff. (PDF)

- Karte mit allen Koordinaten:
- OSM |
- WikiMap

Bad Mondorf |
Bartringen |
Bauschleiden |
Bech |
Beckerich |
Befort |
Berdorf |
Bettemburg |
Bettendorf |
Betzdorf |
Bissen |
Biwer |
Burscheid |
Bous-Waldbredimus |
Clerf |
Colmar-Berg |
Consdorf |
Contern |
Dalheim |
Diekirch |
Differdingen |
Dippach |
Düdelingen |
Echternach |
Ell |
Ernztalgemeinde |
Erpeldingen an der Sauer |
Esch an der Alzette |
Esch an der Sauer |
Ettelbrück |
Fels |
Feulen |
Fischbach |
Flaxweiler |
Frisingen |
Garnich |
Goesdorf |
Grevenmacher |
Grosbous-Wahl |
Habscht |
Heffingen |
Helperknapp |
Hesperingen |
Junglinster |
Käerjeng |
Kayl |
Kehlen |
Kiischpelt |
Koerich |
Kopstal |
Lenningen |
Leudelingen |
Lintgen |
Lorentzweiler |
Luxemburg |
Mamer |
Manternach |
Mersch |
Mertert |
Mertzig |
Monnerich |
Niederanven |
Nommern |
Parc Hosingen |
Petingen |
Préizerdaul |
Pütscheid |
Rambruch |
Reckingen/Mess |
Redingen/Attert |
Reisdorf |
Remich |
Roeser |
Rosport-Mompach |
Rümelingen |
Saeul |
Sandweiler |
Sassenheim |
Schengen |
Schieren |
Schifflingen |
Schüttringen |
Stadtbredimus |
Stauseegemeinde |
Steinfort |
Steinsel |
Strassen |
Tandel |
Ulflingen |
Useldingen |
Vianden |
Vichten |
Waldbillig |
Walferdingen |
Weiler zum Turm |
Weiswampach |
Wiltz |
Winseler |
Wintger |
Wormeldingen